# Vladut Luchian
Vladut Luchian (ur. 23 marca 1984 w Rădăuți) – rumuński wioślarz.

## Osiągnięcia
- Mistrzostwa Świata U-23 – Hazewinkel 2006 – ósemka – 4. miejsce[1].
- Mistrzostwa Świata – Eton 2006 – ósemka – 12. miejsce[1].
- Mistrzostwa Świata – Monachium 2007 – czwórka podwójna – 19. miejsce[1].
- Mistrzostwa Europy – Poznań 2007 – ósemka – 6. miejsce[1].